# Idionycteris phyllotis
Idionycteris phyllotis és una espècie de ratpenat de la família dels vespertiliònids. Viu al Canadà, Mèxic i els Estats Units (Arizona, California, Nevada, New Mexico, Utah). El seu hàbitat natural són una gran varietat d'hàbitats boscosos, incloent especialment el bosc de pins ponderosa, boscos de ginebre, boscos de ribera, alzines, boscos de pi amb alzines i bosc d'avets. No hi ha amenaces significatives per a la supervivència d'aquesta espècie, excepte la pertorbació humana en les coves.